# Jeszenszky Ferenc (jogász)
Jeszenszky Ferenc (Bustyaháza, 1905. szeptember 23. – Budapest, 1990. február 12.) jogász, 1946-1952 között a Magyar Nemzeti Bank vezérigazgatója.

## Származása
A Turóc vármegyei Jeszenből származó kisjeszeni Jeszenszky család sarja. Édesapja Jeszenszky Ferenc (1870–1951) erdőmérnök, a Földművelésügyi Minisztérium miniszteri tanácsosa, édesanyja Keresztes Margit (1882–1937). Apai nagyszülei Jeszenszky Frigyes és Janosik Emília. Anyai nagyszülei Keresztes József és Bátosi Anna.

## Iskolái
1923-tól a budapesti Magyar Királyi Pázmány Péter Tudományegyetem (ma ELTE) jogi karán tanult. 1928-ban doktorált.

## Pályafutása
Pályáját bírósági gyakornokként, majd jegyzőként kezdte. Mint jogi szakértőt helyezték át a pénzügyminisztériumba 1934-ben, a gazdasági világválság során összekuszálódott mezőgazdasági hitelügyek jogi rendezésére. Miniszteri tanácsosként a hitelügyi főosztály helyettes vezetője lett.
1946-ban feladata lett a pengő hiperinflációjának fékezése, majd megszüntetése és az új forint bevezetésének előkészítése, a forint kibocsátása. 1946. június 1-jén kinevezték a Magyar Nemzeti Bank vezérigazgatójává, és tagja volt a Gazdasági Főtanácsnak is. Augusztus 6-án ő fogadta a Keleti pályaudvaron az „aranyvonatot”, és vette át az amerikai hadseregtől a banknak visszaszolgáltatott 30 tonnás aranykészletet. Aláírása hatféle forintbankjegyen szerepel (1947. február 27. és 1949. október 24-i kibocsátású 10, 20 és 100 forintos).
1952. február 1-jén leváltották (Gerő Ernő szerint „nem hitt az ötéves tervben”) és a Legfelsőbb Bíróságra került tanácsvezető bírónak. Itt 1956-ban a Forradalmi Bizottmány elnöke lett. A forradalom leverése után elbocsátották. Egy ideig ügyvédként dolgozott, de mint „ellenforradalmárt”, kizárták az ügyvédi kamarából. Ezután segédmunkás volt, majd az 1963-as amnesztia után ismét jogászként dolgozott a Vegyipari Kiszövben (Kisipari Szövetkezetek Országos Szövetsége).